# 土曜スペシャル (テレビ東京)
『土曜スペシャル』（どようスペシャル）は、テレビ東京系列で毎週土曜日に放送されている単発特別番組枠。「土スペ」と略されることもある。
1986年4月19日より放送されている長寿番組の一つ。字幕放送を実施しており、2006年4月放送分以降はハイビジョン制作となっている。

## 概要
単発特別番組枠であり、旅やグルメなどをテーマとしたオールロケ撮影による旅番組の体裁で進行する企画がほとんどである。『ローカル路線バス乗り継ぎの旅』に代表される、観光紹介よりもゲーム性に主軸を置いた企画が多いのも特徴となっている。一方でスタジオからの生放送・事前収録となる回は少ない。
テレビ東京および同時ネット局での『土曜スペシャル』のタイトルロゴの表示は提供クレジット用のテロップを使って行われる。これにより、同時ネット局以外では『土曜スペシャル』の枠タイトルを冠することなく放送される。番組名には各企画の名前がそのまま使用され、新聞やEPG等の各種番組表に掲載される（同時ネット局でも、番組表では各企画の名前のみが掲載される場合がある）。タイトルロゴは番組開始当時である1980年代半ばに放送されていたテレビ朝日の『水曜スペシャル』によく似たものとなっている。
毎年7月後半の土曜日に開催される隅田川花火大会の生中継は本番組には含まれない。また、世界卓球・オリンピックなどのスポーツ中継により放送休止、または放送延期になる場合がある。かつてはプロ野球中継やJリーグ中継が編成された日も放送休止となっていた（テレビ東京以外の各系列局では、現在も本番組を差し替える形で地元を本拠地とするチームのスポーツ中継をしばしば行っている）。

### ナイトウ旅行社
2016年4月9日の放送時間縮小と同時に、番組枠のリニューアルを実施。スタジオパートとして内藤剛志が社長を務めるという設定の架空の旅行会社「ナイトウ旅行社」を設け、旅行プランに見立てたVTRをプレゼンテーションする形式で番組を進行していた。なお、『ローカル路線バス乗り継ぎの旅』に関しては従来通り2時間半の特番として不定期に放送する など、一部の企画は「ナイトウ旅行社」とリンクさせずに継続して放送された。このリニューアルにより、それまでに放送されていたシリーズ企画は『ローカル路線バス乗り継ぎの旅』や『電車&バスで行く!すごろくの旅』を除いて『日曜ビッグバラエティ』など他の番組枠での放送に移行した。2016年10月以降は、後続の『家、ついて行ってイイですか?』（2017年3月まで）→『出川哲朗の充電させてもらえませんか?』（2017年4月から）との隔週での2時間半のスペシャル放送が主体となり、2016年11月5日を最後に「ナイトウ旅行社」による企画はなくなり、同年3月までの体裁に戻った。ただしこれ以降、出演するタレントの名前を冠した冠企画が多く放送されている。

### 視聴率
2001年12月1日に放送された『日本全国年越し旬の美味こだわり鍋料理特集』は、民放4局及びNHK総合テレビが皇太子妃雅子の敬宮愛子内親王出産に伴う特別番組を放送していた中、17.5%という高視聴率を記録し民放トップに躍り出る結果となった（視聴率はビデオリサーチ調べ、関東地区・世帯・リアルタイム）。
2014年1月4日放送の『ローカル路線バス乗り継ぎの旅』第2部は『めちゃ×2イケてるッ! 600回記念スペシャル』など並み居る正月特番を抑えて、視聴率トップとなった。

### 受賞歴
ギャラクシー賞
ATP賞テレビグランプリ

## 2005年4月以降のシリーズ企画
ここで言うシリーズ企画とは、同じテーマ、共通するタイトルで複数回放送されたもの（#タレント冠系を除く）とする。概要で述べたように、同じシリーズ企画でも『土曜スペシャル』以外の別の番組枠で単発放送されたり（特に年末年始）、移行したりしたものもある。また、テーマやタイトルを引き継いで別番組のミニ企画になったり、別番組の企画から派生して当番組枠の企画になったりする場合がある。
単発特別番組枠の性質上、基本的に内容は各回で完結するが、『軽トラで行く!激走!港めぐり旅』および『高速SA＆PAルーレット旅』のように、前回の状況を引き継いで進行する場合もある。
以下、各項目ごとに放送開始順で記載。
※通算回数は2005年4月以降に放送された回のみを集計している。

※放送回により企画の名称が異なるケースが多いため、同様の体裁の企画を便宜上一つの企画としてまとめている（公式なシリーズ企画および区分とは限らない）。

### 乗り物系

#### ローカル鉄道物

##### 鉄道唱歌シリーズ
※2005年6月11日 - 2006年4月15日(3)
※2005年3月以前に第1弾、第2弾が放送されている。

##### ○○列車シリーズ
※2005年5月21日 - 2015年11月21日（19）

##### 路面電車の旅シリーズ
※2005年7月2日、2012年3月10日(2)

##### 駅弁シリーズ
※2006年3月18日、2010年10月9日 - 2011年10月8日(4)

##### ローカル列車とふれあい旅シリーズ
※2006年12月30日、2008年1月5日 - 2010年1月9日、2016年4月9日(6)

##### 小さな鉄道シリーズ
※2008年9月6日 - 2011年1月29日(4)

##### ローカル線と秘湯シリーズ
※2009年1月10日 - 2011年1月8日(2)

#### 自動車物

##### 軽トラで行く！シリーズ
※2013年1月19日 - 2016年3月19日(7)

##### ぐるり一周ドライブ旅シリーズ
※2012年7月21日 - 2017年4月8日(9)

※ゲストは当初、女性1名だけだったが、2017年4月8日の回は複数の男女になった。

##### ベロタクシーの旅シリーズ
※2013年11月30日 - 2014年6月21日(2)

##### トゥクトゥクの旅シリーズ
※2014年5月24日 - 2015年5月23日(2)

#### 乗り継ぎ物

##### ローカル路線バス乗り継ぎの旅シリーズ
『ローカル路線バス乗り継ぎの旅』には、太川陽介・蛭子能収のコンビと女性ゲスト（マドンナ）が出演。2015年6月13日放送の特別企画「大感謝祭」は、スタジオ収録の総集編。2016年11月26日放送の特別編では田中要次・羽田圭介コンビが宮澤佐江をマドンナに迎えてバス旅に挑戦、太川と蛭子はその様子をVTRで見ながらコメントする立場で出演した。
2017年1月2日放送の第25弾はシリーズ初の「土曜スペシャル」枠外で放送（月曜日17:55 - 21:00）、この回で太川と蛭子が卒業。同年3月25日より特別編でコンビを組んだ田中・羽田による新シリーズ『ローカル路線バス乗り継ぎの旅Z』の放送が始まった。『Z』は2022年8月20日の第19弾で終了。2023年7月8日から、女性3人による新シリーズ『ローカル路線バス乗り継ぎの旅W』が始まった。
※2007年10月20日 - 2024年10月12日（24+1+19+4）

##### フェリー乗り継ぎシリーズ
※2013年4月13日 - 2014年4月19日(2)

##### 特急乗り継ぎシリーズ
※2014年12月13日 - 2015年6月6日(2)

#### 行き先運命物

##### 高速SA&PAルーレット旅シリーズ
※2013年9月21日 - 2015年3月14日(3)

##### 行き先はガチャガチャ次第!シリーズ
※2014年6月28日 - 2015年4月25日(2)

##### 空旅～ニッポン空港制覇バトル～
※2014年9月27日

### 旅行通販系

#### 日帰り物

##### 日帰り旅シリーズ
※2005年4月2日 - 2008年5月3日、2010年2月10日 - 2011年8月13日(9)

##### ローカル線で行く日帰りの旅シリーズ
※2006年10月14日 - 2007年9月29日、2017年5月6日(3)

##### 日帰りウォーキングの旅シリーズ
※2007年5月5日 - 2007年10月27日、2010年11月27日(3)

#### まだ間に合うシリーズ
※2005年4月9日 - 2005年12月10日、2008年5月3日 - 2009年4月11日(5)

#### 温泉物

##### 小さな温泉郷シリーズ
※2005年5月7日 - 2006年11月25日(3)

##### みちのく秘湯の宿シリーズ
※2006年1月7日 - 2006年7月15日(2)

##### 直行バスで行く温泉宿シリーズ
※2006年1月21日、2009年1月17日 - 2010年1月16日(3)

##### 湯めぐり紀行シリーズ
※2007年2月24日 - 2009年1月10日(3)

#### 一度は泊まりたい宿シリーズ
※2005年7月9日 - 2008年4月19日(6)

#### 漁師が営む地魚三昧の宿シリーズ
※2005年7月16日 - 2009年8月22日(5)

#### 体験の旅シリーズ
※2005年8月6日 - 2007年10月13日(4)

#### 公共の宿シリーズ
※2005年9月17日 - 2006年1月28日(2)

#### 1万円以下の宿物

##### ○○円以下の宿シリーズ
※2005年9月17日 - 2014年3月15日(9)

##### 必見！365日安い！シリーズ
※2009年7月18日 - 2012年4月21日(5)

#### たまには夫婦でシリーズ
※2005年9月24日 - 2007年10月6日(5)

#### 割引プランの宿シリーズ
※2005年10月29日 - 2008年5月24日(3)

#### 超激安物

##### 超激安バスツアーシリーズ
※2005年11月19日 - 2007年9月15日(4)

##### 超激安海外ツアーシリーズ
※2006年7月22日(1)

##### 超激安パックツアーシリーズ
※2007年6月16日、2009年10月10日(2)

#### 寿司屋が行ってみたい！寿司の名店シリーズ
※2005年12月3日 - 2006年4月8日(2)

#### 親孝行が出来る旅シリーズ
※2006年3月11日 - 2006年9月9日(2)

#### 大人のシリーズ
※2006年4月22日 - 2008年8月23日、2011年1月15日(5)

#### 連泊でお得な宿シリーズ
※2006年9月30日 - 2007年3月3日(2)

#### 愛でる旅シリーズ
※2006年11月18日 - 2009年2月28日、2011年4月2日(8)

#### 素泊まり歓迎の名旅館シリーズ
※2007年1月13日 - 2010年1月23日(4)

#### ニューオープンの宿シリーズ
※2007年5月19日、2009年9月12日 - 2010年9月11日(3)

#### いい旅・夢気分スペシャルシリーズ
※2017年1月28日 - 2022年11月12日(14)

※水曜日20時台（19時台時代もあった）に放送されていた『いい旅・夢気分』（末期は『にっぽん！いい旅』）を『土曜スペシャル』枠で単発復活（番組名称を採用）したもので、2017年1月28日に第1弾が放送。その後、レギュラー化することになった。
※知人・友人・家族などによる旅のオムニバス（複数立て）企画である。

### こだわりの旅系

#### 世界遺産を巡る旅シリーズ
※2005年4月30日 - 2006年5月6日、2014年9月6日（2+1）

#### 名山紀行シリーズ
※2005年6月18日 - 2015年5月30日（19）

#### 極旅シリーズ
※2005年8月13日、2007年8月18日、2009年7月4日、2011年7月23日 - 2016年2月27日(11)

#### ニッポンの小さな漁師町シリーズ
※2005年9月10日 - 2006年8月5日(2)

#### にっぽんの原風景シリーズ
※2005年12月24日 - 2006年8月26日、2010年6月26日、2013年4月6日 - 2013年10月19日(5)

#### あったか料理物

##### 鍋シリーズ
※2001年12月1日、2006年1月14日 - 2011年12月17日(5)

##### あったか味めぐり紀行シリーズ
※2007年2月3日 - 2009年2月21日(3)

#### ニッポンの絶景を撮る旅シリーズ
※2006年2月18日 - 2006年11月11日、2010年7月17日 - 2011年3月19日(4)

#### 雪国物

##### 雪国の祭りシリーズ
※2006年2月25日、2008年2月23日、2011年2月5日 - 2013年2月23日(5)

##### 雪国遺産シリーズ
※2012年2月25日、2015年1月31日(2)

#### ふるさと民宿シリーズ
※2006年5月20日、2011年10月22日 - 2012年11月3日(4)

#### 秘湯物

##### 雪見の秘湯シリーズ
※2007年1月20日 - 2010年2月6日(4)

##### 女子温泉部シリーズ
※2011年2月12日 - 2014年10月11日(5)

##### 秘湯の一軒宿シリーズ
※2007年9月8日、2009年8月29日(2)

#### 昔ばなし・神話の里めぐりの旅シリーズ
※2007年11月10日 - 2008年11月8日(2)

#### 歴史ロマンを巡る旅シリーズ
※2007年5月12日、2009年10月17日 - 2010年7月10日(3)

#### 思わず一句シリーズ
※2007年6月30日 - 2010年6月26日(4)

#### 2010年紅葉シリーズ
※2010年11月20日 - 2010年11月27日(2)

#### 地元タレントシリーズ
※2010年12月4日 - 2011年10月29日(2)

#### はじめての古民家シリーズ
※2011年5月21日 - 2012年3月3日(2)

#### にっぽん山小屋物語シリーズ
※2011年9月3日 - 2012年8月18日(2)

#### 山さんぽスペシャルシリーズ
※2016年5月21日 - 2018年5月19日(5)

### 探検・ミッション系

#### 街道歩きシリーズ
※2006年12月23日、2008年5月31日 - 2022年3月5日（21+2）

※2017年8月15日放送は火曜日に、2018年1月1日は 12：00 - 14：00 に特番枠を設けて放送した。

＜旧街道と宿場町を歩く旅＞ (1)
- 2006年12月23日：冬の日本列島 旧街道と宿場町を歩く旅
  - 福島県・会津若松～大内宿 「会津西街道（下野街道）」（奈美悦子・並川倖大親子）
  - 岐阜県・馬籠宿～長野県・妻籠宿 「中山道」（陣内貴美子・金石昭人夫妻）
  - 福井県・熊川宿～小浜 「若狭街道（鯖街道）」（山口良一、西山浩司）
  - 三重県・関宿～松阪～伊勢 「伊勢別街道・伊勢街道」（峰岸徹）

＜街道歩きの旅＞ (18+2)
＜ザキヤマの街道歩き旅＞ (3)

#### 源流点を目指す旅シリーズ
※2008年6月21日 - 2014年8月2日、2019年9月7日(7)

#### 知られざる国道（酷道）の旅シリーズ
※2012年10月13日 - 2015年7月4日(4)

#### 道の駅駅伝シリーズ
※2012年12月8日 - 2018年6月30日(9)

※猫ひろしなどの芸能人マラソンランナーや、体力に自信のある芸能人が出演している。

#### 鉄道沿線歩き旅シリーズ
※2018年1月20日 - 2023年10月21日（17+2）

※旅人：福澤朗

※ナレーター：垂木勉、三村ロンド（第5弾のみ）
概要
スマートフォンや地図は使わずに鉄道の沿線を歩いて目的地を目指す。ただし、地元の道路脇や店先に掲示してあるような地図は見ていい。
第2弾まではゴールは設定されておらず、2日間で行けるところまでロケをするというものだったが、その後、ゴールに時間内に着かないと「失敗」という番組になった。
ゲストは日単位で途中交代するが、最終日以外は福澤がその日に泊まる宿を確定するまで一日の収録が終わらないというルールとなっている。
初期は毎回、福澤にちなんで、沿線についての「〇〇線縦断ウルトラクイズ」が挿入された。2020年5月2日放送の総集編では「列島横断ウルトラクイズSP」が放送された。
特別ルール
第8弾まで番組タイトル通りひたすら歩くだけの旅であったが、第9弾では各日の出発前のダーツの結果に応じた回数分、鉄道の1駅区間を利用できるルールとした。
第10弾から第16弾まで、1日1回に限りサイコロを振って出た目（0～2）の数だけ鉄道（乗車区間単位）を使えた。
第16弾では、「トレインシャッターチャンス」として路線を走る特定の列車にメンバーが写り込む写真が撮れたらサイコロが使えることになった。
第17弾では、「グルメスタンプ」としてご当地のグルメを堪能するごとに1ポイントが付与され、3ポイントが貯まるごとに鉄道などの公共交通機関を1駅区間利用できる権利が与えられた。

### タレント冠系

#### 出川哲朗&さまぁ〜ず三村 ポンコツおじさん旅に出る
※2015年11月7日 - 2017年8月19日(5)

#### たけしが行く！わがままオヤジ旅
※2017年11月4日 - 2018年4月14日（2+1）

※初回は2017年4月9日日曜日の夕方に放送された。

#### 有吉の自転車旅
※2017年9月16日 - 2019年4月20日(4)

※初回で有吉弘行が自転車を趣味に決めて、2回目以降の旅企画につながる。
- 旅人（有吉弘行、澤部佑）

#### 千原ジュニア

##### 千原ジュニアの田舎でみやげ話を探す旅
※2017年10月28日 - 2018年5月26日（3）
- 2017年10月28日：千原ジュニアの田舎でみやげ話を探す旅 本州最北端の地「津軽半島」！（吉幾三、振分親方、新山千春）
- 2018年2月3日：千原ジュニアの田舎でみやげ話を探す旅2 山形県（渡辺えり、大泉逸郎）
- 2018年5月26日：千原ジュニアの田舎でみやげ話を探す旅3 鹿児島県（西郷輝彦、前園真聖）

##### 千原ジュニアのタクシー乗り継ぎ旅
※2019年2月9日 - 2025年6月14日（28+4）

千原ジュニアがゲストとともにタクシーを乗り継ぎながら目的地を目指す旅。

| 【旅のルール】 |
| --- |
| 1. タクシーを呼べるのは地元の人だけなので、降車した場所から歩いて人を探さなければならない。 2. 1回の乗車につき、「5,000円ぎりぎり」（あと1メーター上がると5000円を超えるライン）の場所でしか降車できない。ただし、トンネル内など法律上停車できない場所の場合は停車できる場所までは進める。 3. 経路の指定はできるが、「この辺りをグルグル回ってください」などの指定はできず、常に目標地点へ近づくルートでなければならない。 複数のルートがある場合は、少し遠回りでも人の気配がある方を選ぶことはできる。 目標地点をオーバーしても途中下車はできず、そのまま先に進まなければならない。ただし、徒歩であれば下車地点からタクシーを呼んでもらえる場所や目標地点まで戻ることはできる。 チェックポイントを目指している場合は、オーバーした分を折り返して、来た道を戻る。 4. チェックポイント制 第3弾まで、途中合流のゲストがいる場所に立ち寄り、おもてなしをするルールがあった。 第4弾からは途中合流のゲストがなくなり、純粋なチェックポイント制（1カ所）になった。 第9弾ではチェックポイントが3カ所になった。 第14弾では、タクシーを呼んでくれた人が薦める場所（おすすめチェックポイント）に必ず寄らなければならない。 5. お名前ボーナス 乗車するタクシーの運転手の名前に数字（一から九）が入っていたら、その数字に1,000円を掛けた額を乗車料金に加算（途中下車不可）することができる。 6. おことばチャレンジ 第9弾から導入。過去の流行語が入った複数の封筒から1つを選び、タクシーが到着するまでにそのワードをタクシーを呼んでくれた方の口から自然な形で引き出せれば乗車料金に1000円を加算できる。道中で3回までチャレンジできる。 |

| 【放送リスト】 | 【放送リスト】 | 【放送リスト】                                                                      | 【放送リスト】                       | 【放送リスト】                       | 【放送リスト】                         | 【放送リスト】                       | 【放送リスト】                                                                |
| 弾             | 放送日         | タイトル                                                                            | 起点                                 | 終点                                 | ゲスト                                 | 結果                                 | 備考                                                                          |
| -------------- | -------------- | ----------------------------------------------------------------------------------- | ------------------------------------ | ------------------------------------ | -------------------------------------- | ------------------------------------ | ----------------------------------------------------------------------------- |
| 2019年         |                |                                                                                     |                                      |                                      |                                        |                                      |                                                                               |
| 1              | 2月9日         | 千原ジュニアのタクシー乗り継ぎ旅 山形・新庄から松島へ                               | 山形の漁港                           | 松島                                 | 田中美佐子、飯尾和樹（ずん）、池田美優 |                                      |                                                                               |
| 2              | 4月13日        | 千原ジュニアのタクシー乗り継ぎ旅2 最も過酷な東北横断 秋田・入道崎から岩手・小袖海岸 | 入道崎                               | 小袖海岸                             | DJ KOO、蛭子能収、大久保佳代子         |                                      | 18:30 - 20:54                                                                 |
| 3              | 7月6日         | 千原ジュニアのタクシー乗り継ぎ旅3 いざ初夏の北海道へ                                | 日の出岬                             | 斜里町                               | ベッキー、浅野ゆう子                   |                                      | 18:30 - 20:54                                                                 |
| 2020年         |                |                                                                                     |                                      |                                      |                                        |                                      |                                                                               |
| 4              | 2月8日         | 千原ジュニアのタクシー乗り継ぎ旅4 極寒の青森横断                                    | 深浦町                               | 八戸市                               | 古舘伊知郎                             |                                      | 18:30 - 20:54                                                                 |
| 5              | 4月18日        | 千原ジュニアの貴乃花親方と行くタクシー乗り継ぎ旅 和歌山・湯浅町から三重・伊勢神宮   | 端崎                                 | 伊勢神宮                             | 貴乃花光司                             |                                      | 18:30 - 20:54                                                                 |
| 再1            | 6月13日        | 千原ジュニアのタクシー乗り継ぎ旅 ～青森&秋田の旅 特別編                             | 古舘伊知郎と第4弾を振り返る。        | 古舘伊知郎と第4弾を振り返る。        | 古舘伊知郎と第4弾を振り返る。          | 古舘伊知郎と第4弾を振り返る。        |                                                                               |
| 6              | 8月8日         | 千原ジュニアのタクシー乗り継ぎ旅6 ～夏の日光・会津若松へ～                          | 赤谷湖                               | 鶴ヶ城                               | 松本利夫（EXILE）                      |                                      | 18:30 - 20:54                                                                 |
| 7              | 10月3日        | 千原ジュニアのタクシー乗り継ぎ旅7 富山～白川郷～岐阜城                              | 庄川温泉郷                           | 岐阜城                               | 杉本哲太                               |                                      | 18:30 - 20:54                                                                 |
| 2021年         |                |                                                                                     |                                      |                                      |                                        |                                      |                                                                               |
| 8              | 1月9日         | 千原ジュニアのタクシー乗り継ぎ旅8 長野～草津温泉～新潟                              | 霧ヶ峰                               | 糸魚川市                             | 小池徹平                               |                                      | 18:30 - 20:54                                                                 |
| 再2            | 1月30日        | 千原ジュニアのタクシー乗り継ぎ旅 群馬～日光～会津 特別編                            | 松本利夫（EXILE）と第6弾を振り返る。 | 松本利夫（EXILE）と第6弾を振り返る。 | 松本利夫（EXILE）と第6弾を振り返る。   | 松本利夫（EXILE）と第6弾を振り返る。 |                                                                               |
| 再3            | 2月13日        | 千原ジュニアのタクシー乗り継ぎ旅SP 高野山～伊勢神宮                                 | 貴乃花光司と第5弾を振り返る。        | 貴乃花光司と第5弾を振り返る。        | 貴乃花光司と第5弾を振り返る。          | 貴乃花光司と第5弾を振り返る。        | 18:30 - 20:54                                                                 |
| 再4            | 3月20日        | 千原ジュニアのタクシー乗り継ぎ旅 完全攻略SP                                         | 小池徹平と第8弾を振り返る。          | 小池徹平と第8弾を振り返る。          | 小池徹平と第8弾を振り返る。            | 小池徹平と第8弾を振り返る。          | 18:30 - 20:54                                                                 |
| 9              | 7月10日        | 千原ジュニアのタクシー乗り継ぎ旅9 房総～鎌倉大仏～高尾山～秩父                      | 布良港                               | 秩父神社                             | 哀川翔                                 |                                      | 18:30 - 20:54                                                                 |
| 10             | 12月18日       | 千原ジュニアのタクシー乗り継ぎ旅10 岐阜～石川・兼六園                               | 養老の滝                             | 兼六園                               | 小手伸也                               |                                      | 18:30 - 20:54                                                                 |
| 2022年         |                |                                                                                     |                                      |                                      |                                        |                                      |                                                                               |
| 11             | 6月4日         | 千原ジュニアのタクシー乗り継ぎ旅11 三重・志摩〜和歌山・白浜                         | 志摩市                               | 白浜町                               | 小瀧望（ジャニーズWEST）               |                                      | 18:30 - 20:54                                                                 |
| 12             | 11月5日        | 千原ジュニアのタクシー乗り継ぎ旅12 秋田〜青森・世界遺産                             | 大仙市                               | 三内丸山遺跡                         | 勝村政信                               |                                      | 18:30 - 20:54                                                                 |
| 2023年         |                |                                                                                     |                                      |                                      |                                        |                                      |                                                                               |
| 13             | 2月18日        | 千原ジュニアのタクシー乗り継ぎ旅13 雪と温泉の北アルプスSP                           | 郡上市                               | 氷見漁港                             | 天野ひろゆき（キャイ〜ン）             |                                      | 18:30 - 20:54                                                                 |
| 14             | 4月1日         | 千原ジュニアのタクシー乗り継ぎ旅14 戦国香る難関ルートSP 愛知・犬山城～京都・天橋立  | 犬山城                               | 天橋立                               | 勝俣州和                               |                                      | 18:30 - 20:54                                                                 |
| 15             | 5月20日        | 千原ジュニアのタクシー乗り継ぎ旅15 前橋～猪苗代湖240km                              | 前橋市                               | 猪苗代湖                             | 水谷隼                                 |                                      | 18:30 - 20:54                                                                 |
| 16             | 10月14日       | 千原ジュニアのタクシー乗り継ぎ旅16 福島～宮城～山形                                 | 野口英世記念館                       | 立石寺                               | 大久保嘉人                             | 成功                                 | 18:30 - 20:54                                                                 |
| 17             | 12月2日        | 千原ジュニアのタクシー乗り継ぎ旅17 紅葉の岩手縦断SP                                 | カッパ淵                             | 龍泉洞                               | 佐藤仁美                               | 成功                                 |                                                                               |
| 2024年         |                |                                                                                     |                                      |                                      |                                        |                                      |                                                                               |
| 18             | 1月13日        | 千原ジュニアのタクシー乗り継ぎ旅18 冬の東北！岩手～青森へ                           | 龍泉洞                               | 蕪嶋神社                             | 高岡早紀                               | 失敗                                 |                                                                               |
| 19             | 2月10日        | 千原ジュニアのタクシー乗り継ぎ旅19 秋田～宮城！東北横断SP                           | 道川漁港                             | 気仙沼お魚いちば                     | 大谷亮平                               | 成功                                 | 18:30 - 20:54                                                                 |
| 20             | 3月30日        | 千原ジュニアのタクシー乗り継ぎ旅20 新潟〜茨城へ高橋大輔参戦                         | 阿賀町 阿賀野川                      | 偕楽園                               | 高橋大輔                               | 失敗                                 | 18:30 - 20:54                                                                 |
| 21             | 5月11日        | 千原ジュニアのタクシー乗り継ぎ旅21 春の東北！秋田縦断SP                             | 小猿部橋                             | 横手城                               | ゆうちゃみ                             | 失敗                                 |                                                                               |
| 22             | 6月8日         | 千原ジュニアのタクシー乗り継ぎ旅22 秋田～岩手・猊鼻渓130km                          | 院内銀山異人館                       | 猊鼻渓                               | 坂井真紀                               | 成功                                 |                                                                               |
| 23             | 7月6日         | 千原ジュニアのタクシー乗り継ぎ旅23 青森～岩手!八甲田攻略SP                          | 小泊漁港                             | 安比高原                             | 呂布カルマ                             | 成功                                 | 18:30 - 20:54                                                                 |
| 24             | 9月28日        | 千原ジュニアのタクシー乗り継ぎ旅24 長野上田～富山五箇山へ                           | 上田城跡公園                         | 五箇山相倉集落                       | 松坂大輔、上重聡                       | 失敗                                 | 18:30 - 20:54                                                                 |
| 2025年         |                |                                                                                     |                                      |                                      |                                        |                                      |                                                                               |
| 25             | 1月18日        | 千原ジュニアのタクシー乗り継ぎ旅25 冬の奥羽山脈攻略SP                               | 長浜海岸                             | 日光東照宮                           | 安藤美姫、須﨑優衣                     | 失敗                                 | 18:30 - 20:54                                                                 |
| 26             | 2月1日         | 千原ジュニアのタクシー乗り継ぎ旅26 青森・八甲田攻略SP                               | 小川原湖公園                         | 津軽こけし館                         | 鈴木砂羽                               | 成功                                 |                                                                               |
| 27             | 3月1日         | 千原ジュニアのタクシー乗り継ぎ旅27 青森〜秋田へ相武紗季参戦                         | 風合瀬漁港                           | 大太鼓の館                           | 相武紗季                               | 成功                                 |                                                                               |
| 28             | 6月14日        | 千原ジュニアのタクシー乗り継ぎ旅 第29弾                                             | 宮城県・松島                         | 岩手県・海岸山普門寺                 | 水野真紀                               | 失敗                                 | 18:30 - 19:40 『ジュニアタクシー旅×三代目JSBのご主人何代目?合体SP』二本立て。 |

#### 春風亭昇太がいく！オールドカーの旅
※2017年11月11日 - 2019年1月26日(4)

※初回は三輪自動車だったが、2回目以降は四輪オールドカーになった。

#### 中山秀征の秘境路線バス旅
※2018年9月15日 - 2022年9月17日（9+1）

#### 博多華丸・大吉の週末湯治旅
※2018年10月27日 - 2019年3月9日(3)

#### 長野クンさかなクン港はしご旅
※2019年2月2日 - 2024年1月20日(7+1)
ナレーター：立木文彦

#### あさこ・梨乃 節約ケチケチ旅
※2019年5月11日 - 2025年7月12日（20+6）

※ナレーター：槇大輔、田子千尋

#### ザキヤマの街道歩き旅
※2019年6月1日 - 2025年6月28日（16+1）
※旅人：山崎弘也（アンタッチャブル）

#### 寺脇＆原田 ハダカでふれあい旅
※2020年2月1日 - 2020年11月14日（2）
※旅人：寺脇康文、原田龍二

#### 大久保・川村の温泉タオル集め旅シリーズ
※2021年4月10日 - 2025年5月31日（18+2）
※旅人：大久保佳代子（オアシズ）、川村エミコ（たんぽぽ）

オアシズ大久保とたんぽぽ川村がゲストとロゴ入りタオルを求めて温泉を巡る。
| 【旅のルール】 |
| --- |
| 1. 各地の温泉街の日帰り入浴を巡り、ロゴ入り温泉タオルを番組が指定する枚数分集める。その上で、番組側が指定するゴールの温泉に制限時間内に入浴できれば成功となる。 2. 日帰り入浴サービスの有無、入浴可能時間など温泉街の詳細を知る手段は、現地での聞き込みや観光案内所での調査のみ（移動中のタクシー運転手や、移動前に滞在中の温泉街の従業員にあらかじめ尋ねるのは認められる）。 3. タオルを買い、ロゴ入りかどうか確かめるためには入浴が必須。 4. 無地タオル、ロゴがあってもレンタルタオルだった場合はノーカウント。 5. 入浴所によって複数種のタオルが用意されている場合は、どれか1枚しか選べない。またレンタル用と販売用が分かれている場合は、全てを提示された上でどれか1枚を選ぶ。 6. 同じ温泉街において集められるロゴ入りタオルは1枚まで。 7. 事前に何らかの形でロゴの有無を知ってしまった入浴所は利用不可（一般客や現地住民が教えてしまう事例があり、番組内で教えないよう呼び掛けている）。 8. 違う温泉街に移動する場合はタクシーが利用できるが、同じ温泉街での利用は不可。ただし、レンタサイクルなどの移動手段がある場合は利用可。 9. 入浴所内の撮影の許可取り、タクシーの手配、（1泊2日日程の場合）宿探しの交渉は出演者自らが行う。 10. ゲストは1日目の夜か2日目の朝、1日日程の場合は1回目の入浴後頃に合流する。 11. 途中、番組側が設定したミッションをこなせば、「佳代子ちゃんこけし」を獲得できるポイントが置かれる場合がある。任意の入浴所でこけしの使用を宣言した上で、ロゴ入りタオルを獲得できれば2枚分としてカウントされる。成功・失敗に関わらず、使用できるのは1度のみ。 12. 1.の要件をすべて満たした場合のみ、ゴールの温泉宿で豪華ディナーなどを堪能できる。 |

#### はらぺこぱ ローカルグルメはしご旅
※2021年12月4日 - 2025年4月26日（10）
※旅人：ぺこぱ
※ナレーター：チョー

#### ニューヨークの入浴旅
※2022年6月18日 - 2023年11月4日（4）
※旅人：ニューヨーク

#### 平成ノブシコブシの草刈らせてもらえませんか？
※2023年1月28日 - 2023年6月17日（2）
※旅人：平成ノブシコブシ
※草刈りナレーター：草刈民代
公道も走れる草刈りカー（愛称：まさお、筑水キャニコム 乗用草刈機 CMX2506）で指定された条件の草を刈りながら1泊2日でゴールを目指す。
ルール
1. スマホ禁止で持ち物は番組が提供する地図のみ。
2. 草を刈ってほしい人の探索、所有者の許可取り、食事・宿泊の場所決めや撮影交渉は自分たちで行う。

#### まきまきまきの“薪、もらえませんか？”ふれあいキャンプ旅
※2023年8月19日（1）
※旅人：水野真紀、西山茉希、福田麻貴（3時のヒロイン）
※ナレーター：牧原俊幸
※エリア：軽井沢周辺
3人の「まき」がキャンプ場などで薪をもらいながらミッションをクリアしてゴールを目指す。
ルール
1. もらった薪は自身が背負い、移動手段は徒歩のみ。
2. スマホ禁止で持ち物は番組が提供する地図のみ。
3. もらった薪を使ってミッション（ピザを窯で焼くなど）をクリアする。

クリアすると「タクシーチャレンジ」でタクシー代を獲得できるチャンスがもらえる。

#### 三代目JSBの「ご主人何代目?」路線バス"老舗店"対決旅
「ローカル路線バス対決旅」の新企画。

※2023年10月7日 - 2025年6月14日（3）
※旅人：EXILE NAOTO、山下健二郎
※ナレーター：尾上松也 (2代目)
ルール
1. 移動手段は路線バスと徒歩のみ。
2. スマホ禁止で持ち物は番組が提供する地図のみ。
3. 訪れた老舗の「代目」の数がポイントとなり、ゴールへたどり着いた時点の合計数の多いチームが勝利。
4. （第2弾）初代・2代目の場合は、それまでに獲得していたポイント（小判）が半分になる。
5. （第2弾）タクシーが2日間で1万円分利用できる。

#### 安村やす子
※旅人：とにかく明るい安村、やす子

##### 安村やす子の安心できない!?ヒッチはい〜ク旅
※2024年3月2日 - 2024年9月14日（2）

人気者2人による前代未聞の厳しいガチンコのヒッチハイク旅。
| 【旅のルール】 |
| --- |
| 1. 移動はヒッチハイクと徒歩のみ。 2. ヒッチハイクの際は「あなたの車に乗せて下さい」とお願いするだけで、目的地や方面を伝えてはいけない。 3. ヒッチハイクの際に、行き先を訊いてはいけない。 （第1弾）最初に行き先聞ける券 - 16時以降、ヒッチハイクした車の目的地でその人と一緒に飲食できた場合に獲得できる。その後、1枚につき1回だけ好きなタイミングで目的地を確認してからヒッチハイクする車を選ぶことができる。 4. ヒッチハイクした車の目的地を変えること（運転手の好意による迂回も含む）はできず、途中で降りることもできない。 5. チェックポイントには必ず立ち寄らなければならない。 （第2弾）グルメチェックポイント - 番組から指定された料理が食べられるチェックポイントに関する情報を入手できるのは、ヒッチハイクした車の方からのみ。 6. 旅の制限時間内にゴールを目指す。 |

| 【放送リスト】 | 【放送リスト】 | 【放送リスト】                                              | 【放送リスト】                                                | 【放送リスト】 | 【放送リスト】 | 【放送リスト】 | 【放送リスト】 |
| 弾             | 放送日         | タイトル                                                    | 経路                                                          | ゲスト         | 結果           | 備考           |                |
| -------------- | -------------- | ----------------------------------------------------------- | ------------------------------------------------------------- | -------------- | -------------- | -------------- | -------------- |
| 1              | 2024年3月2日   | 安村やす子の安心できない!?ヒッチはい〜ク旅 観音崎〜箱根関所 | 【観音崎 (神奈川県)】→江の島→小田原城→【箱根関】              | -              | 失敗           | 19:45 - 20:54  |                |
| 2              | 2024年9月14日  | 安村やす子の安心できない!?ヒッチはい～ク旅(2) 宇都宮～水戸  | 【宇都宮駅】→CP1「爆ハン」→CP2「海賊スパゲッティ」→【水戸駅】 | 的場浩司       | 失敗           |                |                |

##### 安村やす子のローカル線 金のサイコロ銀のサイコロすごろく旅
※2025年3月8日（1）

### タレント対決旅系

#### 自販機グルメ先取り対決旅
※2024年4月20日 - 2024年11月23日（2）
出演
女優チーム（リーダー）：高島礼子
芸人チーム：Aマッソ
ナレーター：DJ.ナイク
ルール
1. 番組が用意したマップで大まかに示されたご当地グルメが購入できる自販機を巡り、自分たちで調理し、完食するとポイントを獲得できる。
  - 区分けされたエリア内でどちらかのチームが自販機グルメを2か所獲得すると、その時点でエリアは封鎖となる。
  - （第1弾）チェックポイントには必ず立ち寄らなければならない。
  - （第2弾）「友情パワーチャンス」カード：1回だけ地元の人に食べるのを助けてもらうことができる。
2. 自販機がある詳しい場所は、地元の方々に聞き込んで探す。
3. 移動手段は徒歩以外に鉄道、バス、タクシーが利用できる。
  - （第2弾）タクシーは累計で5000円まで。
4. ゴールへの制限時間は20時。
5. 結果発表は、両チームが獲得した自販機グルメのパッケージをマントの内側に貼りつけて、ネプチューンマンのマスク狩り方式で行う。

#### ご当地グルメ早取り対決旅
※2024年5月18日（1）
ルール
1. 指定された街で「街ガチャ（ガチャタマシリーズのカプセルトイ）」を引き、引き当てた場所（飲食店）で指定された街グルメチャレンジをクリアすると、次の街に移動できる。
2. ゴールに先着したチームの勝利。
3. 街ガチャを引ける場所は、番組が用意したマップに示されている。
4. 移動手段は徒歩以外にバス（高速バスも利用可能）、タクシー（1万円分）が利用できる。

#### 1日1万食対決旅
※2024年9月21日（1）
ルール
1. 自分たちの食べたグルメの1日当たりの販売食数を足して1万食により近いチームの勝ち。
2. 移動は徒歩と公共交通機関のみ。
3. 指定された複数のエリアごとに食べられるのは1品のみ。食べたら別のエリアに移動しなければならない。
4. 販売食数の確認はグルメを完食しないとできない。ただし、人気のメニューを確認することはできる。
5. グルメのジャンルごとに食べられるのは1品のみ。同じジャンルのグルメを複数食べることはできない。
6. お助け船 - 指定された場所で獲得できるお助けアイテム。
  1. 1000食OVER丸 - 1000食以上の食数を確実に獲得できる場所がわかる。
  2. 食数チェンジ丸 - 相手チームと同じジャンルのグルメの食数を交換できる。
  3. おかわり丸 - 同じエリアで2品食べることができる。

### ナイトウ旅行社
※2016年3月12日 - 2016年11月5日（17+1）

※2016年4月9日から「土曜スペシャル」全体のリニューアルとして放送時間を変更（4月23日放送回から 18:30 - 19:54 に短縮）するとともに、新たに番組ナビゲーターを設定して内藤剛志を起用した。

※2016年3月12日放送の『健康旅行社 名医と行く！健康ツアー』が、パイロット版となった。

※2016年12月10日放送回は土曜日であったが本枠ではなく 11:30 - 14:30 に関東ローカルで『こんなトコあったんだ 発見！ニッポン穴場旅』と改題して放送された。
- 出演者
  - 社長 ： 内藤剛志
  - 社長の愛猫（2016年7月16日から宣伝部長に就任） ： リコ（スコティッシュフォールド）
  - 社員 ： リポーター

番組サイト

### 他の特番枠に移行した企画

#### 『日曜ビッグバラエティ』枠に移行した企画

##### 高速バス限定の旅
※2013年12月7日 - 2015年4月18日(3)

※2016年9月18日放送回から、『日曜ビッグバラエティ』に移行。

##### トラック乗り継ぎの旅
※2012年1月28日 - 2016年2月13日(9)

※2017年2月5日放送回から、『日曜ビッグバラエティ』に移行。

#### 『水曜エンタ』枠に移行した企画

##### 所持金○万円の旅
※2013年7月6日 - 2016年2月6日(4)

※2017年2月15日放送回から『水曜エンタ』に移行、出演者は花田虎上のみ続投で他は入れ替えて放送。

#### 『太川蛭子の旅バラ』枠に移行した企画

##### 太川・蛭子のローカル鉄道寄り道旅
※2018年9月8日 - 2019年3月14日（3+1）

※2019年4月18日放送回（第4弾）から9月12日放送回（第9弾）まで『太川蛭子の旅バラ』枠。

※2020年7月22日放送回（第10弾最終回）は『水バラ』枠。
- 旅人：太川陽介、蛭子能収

※2021年12月4日、再び当枠でぺこぱが旅人として受け継ぐ新シリーズとして『ぺこぱのローカル鉄道寄り道旅』を放送。

#### 『水バラ』枠に移行した企画

##### 電車＆バスで行く!すごろくの旅シリーズ
※2012年11月10日 - 2019年3月2日(13)

※2020年4月22日放送回から『水バラ』に移行、出演者は第13弾と同様よゐこ。

※第1弾～第9弾と第12弾は、男性チーム（レッド吉田と男性ゲスト1名）と女性チーム（女性ゲスト2名）との対戦だった。

※第10弾と第11弾は、具志堅チーム（具志堅用高、レッド吉田とゲスト1名）とゲストチーム3名との対戦だった。

※第13弾・第14弾は、『電車＆バスで行く！よゐこのすごろく旅』として濱口チームと有野チームとの対戦だった。

※第15弾は、『THEすごろく旅』として原田龍二チームと丸山桂里奈チームとの対戦だった。

※第16弾は、『すごろく旅NEO』として高橋みなみチームとダレノガレ明美チームとの対戦だった。

※第17弾の『安村やす子のローカル線 金のサイコロ銀のサイコロすごろく旅』は再び当枠で放送。

##### かまいたちの名所名物先取り旅
※2021年5月22日 - 2024年6月5日（7）
※旅人：かまいたち
※第4弾（2022年7月23日放送）まで『土曜スペシャル』で放送していたが、同年10月からフジテレビ系列でかまいたちのレギュラー番組『イタズラジャーニー』が当枠と同時間帯で始まったため、新作が作られていなかった。

2023年3月8日放送の第5弾から『水バラ』枠へ移行した。

##### ダイアンの奇跡の安い店 沿線グルメ対決旅
※2023年11月11日 - 2025年1月22日（4）
※旅人：ダイアン
※ナレーター：もう中学生

2024年5月1日放送の第2弾から『水バラ』枠へ移行した。
ルール
1. 移動手段は指定された路線のみ。同じ駅で食べられる料理は2種類のみ。同じ駅に何度も降りることはできない。
（第4弾）タクシーチャンス：各チーム1回だけ飲食店への異動でタクシーを利用できる。
2. スマホの使用は禁止で、街歩きしながらの情報を収集のみ。10店舗以上展開するチェーン店は利用できない。
3. 同じ料理を何度食べてもOKだが、相手チームが料理を食べた店には入れない。
4. （第2弾より）絶景ぶっとびカード：各回ごとの条件を満たすと獲得できる。発動すると、相手チームを決められた絶景ポイントへ強制的に移動させることができる。移動したチームは絶景ポイントで指定されたミッションをクリアしないと移動できない。
（第2弾）指定された駅で特定の名物グルメを食べると獲得できる。
（第3弾）相手チームより先に「高級グルメ」以外の3テーマ料理を食べると獲得できる。
（第4弾）相手チームより先に4テーマ料理すべての料理を食べると獲得できる。
5. （第3弾より）相手チームが指定されたグルメを食べ終わるたびに相手チームのリーダーの声でアラームが届き、グルメ数と最安値の合計金額が通知される。
6. 指定されたテーマ料理の合計最安値が相手チームよりも下回れば勝利。ただし、指定された時間までにすべてのテーマ料理を食べて決められたゴールに到着しなければならない。

### 当枠で一時期放送されていた企画

#### 所でナンじゃこりゃ!?
※第4弾から第7弾（2015年～2016年）まで当枠で放送された。

#### ローカル路線バスVS鉄道 乗り継ぎ対決旅
※第9弾のみ当枠で放送。

- 2021年7月24日：バスＶＳ鉄道　乗り継ぎ対決旅9　鹿島スタジアム～鬼怒川温泉

## 放送時間

### 放送時間の変遷
| 放送期間   | 放送期間   | 放送時間 (JST)      | 放送分数 | 備考 |
| ---------- | ---------- | ------------------- | -------- | --- |
| 1986.04.19 | 1986.10.04 | 土曜日19:03 - 20:54 | 111分    | |
| 1986.10.11 | 1998.12.12 | 土曜日19:30 - 20:54 | 084分    | 随時19時00分スタートの拡大版を放送。 |
| 1998.12.19 | 2013.03.30 | 土曜日19:00 - 20:54 | 114分    | 末期には随時18時30分スタートの拡大版を放送。 |
| 2013.04.06 | 2016.04.09 | 土曜日18:30 - 20:54 | 144分    | |
| 2016.04.23 | 現在       | 土曜日18:30 - 19:54 | 084分    | 短縮後の時間帯（19:54 - 20:54）に別番組が設定された。 スペシャル回の際には相互に枠を融通しあう。 - 2016年4月16日 - 2017年3月18日『家、ついて行ってイイですか?』 - 2017年4月15日 - 現在『出川哲朗の充電させてもらえませんか?』 |

## 主な出演者
※表示は出演時のまま。

※同じグループや家族であっても、それぞれが単独で出演している場合もある。

- 歌手・ミュージシャン（元も含む）
  - （男性）泉谷しげる、井上順、上田正樹、大泉逸郎、桑名正博、香田晋、西郷輝彦、西城秀樹、ささきいさお、ジェロ、嶋大輔、城みちる、ダイアモンド☆ユカイ、高橋ジョージ、太川陽介、なぎら健壱、錦野旦、野口五郎、パラダイス山元、ばんばひろふみ、ピーター、布施明、ブラザー・トム、細川たかし、堀内孝雄、松崎しげる、円広志、ミッキー・カーチス、湯原昌幸、吉幾三
  - （女性）相川七瀬、相田翔子、相本久美子、麻丘めぐみ、麻倉未稀、荒木由美子、石川セリ、石野真子、伊藤咲子、伊東ゆかり、大沢逸美、大場久美子、柏原芳恵、北原佐和子、五大路子、小林幸子、今陽子、榊原郁恵、五月みどり、島倉千代子、島谷ひとみ、ジュディ・オング、庄野真代、神野美伽、鈴木亜美、瀬川瑛子、天童よしみ、中尾ミエ、西川峰子、西村知美、早見優、比企理恵、藤吉久美子、辺見マリ、堀ちえみ、増田惠子、松本伊代、マルシア、三沢あけみ、三田寛子、森尾由美、森川由加里、森口博子、森山愛子、八代亜紀、安田祥子、泰葉、由紀さおり、ロザンナ
  - （グループ）チェリッシュ、ビリーバンバン
- 声優
  - 大山のぶ代、キートン山田、栗田貫一、野沢雅子
- 俳優
  - （男性）石田純一、石丸謙二郎、宇梶剛士、梅沢富美男、柄本明、遠藤憲一、大鶴義丹、岡本信人、大和田獏、勝地涼、勝村政信、國村隼、黒田アーサー、小泉孝太郎、笹野高史、佐藤蛾次郎、宍戸錠、陣内孝則、杉本哲太、鈴木福、高知東生、高橋克実、高橋英樹、宝田明、田中要次、玉木宏、津川雅彦、寺田心、内藤剛志、中尾彬、永島敏行、長門裕之、温水洋一、袴田吉彦、萩原流行、長谷川初範、林隆三、速水もこみち、左とん平、平泉成、藤岡弘、、藤村俊二、船越英一郎、保阪尚希、峰岸徹、森本レオ、柳生博
  - （女性）あき竹城、秋野暢子、秋吉久美子、秋本奈緒美、朝丘雪路、浅田美代子、浅茅陽子、浅野ゆう子、安達祐実、池波志乃、大久保佳代子、小川知子、音無美紀子、かたせ梨乃、かとうかず子、貫地谷しほり、黒谷友香、剛力彩芽、坂井真紀、櫻井淳子、佐藤仁美、島田陽子、高島礼子、高橋ひとみ、多岐川裕美、田丸麻紀、中村メイコ、仁科亜季子、根本りつ子、野村真美、原千晶、左時枝、藤田朋子、藤原紀香、ホラン千秋、本田望結、真瀬樹里、真野響子、美保純、宮崎美子、村井美樹
- タレント（お笑い含む）
  - （男性）愛川欽也、哀川翔、飯尾和樹、石塚英彦、ウド鈴木、大橋巨泉、加藤茶、狩野英孝、上地雄輔、神奈月、カンニング竹山、木村祐一、グッチ裕三、小池徹平、小島よしお、澤部佑、清水アキラ、じゅんいちダビッドソン、スギちゃん、杉村太蔵、セイン・カミュ、ダニエル・カール、団長安田、つぶやきシロー、所ジョージ、中山秀征、猫ひろし、はなわ、原口あきまさ、ビビる大木、藤井隆、マギー司郎、マキタスポーツ、矢部太郎、ルー大柴、ロバート秋山、渡辺正行
  - （女性）青田典子、足立梨花、池田美優、IMALU、うつみ宮土理、岡田結実、小倉優子、押切もえ、加藤紀子、かとうれいこ、神田うの、菊川怜、ギャル曽根、斉藤こず恵、さとう珠緒、サヘル・ローズ、島崎和歌子、釈由美子、スザンヌ、鈴木奈々、鈴木蘭々、高田秋、滝沢カレン、土屋アンナ、椿鬼奴、デヴィ夫人、友近、中川翔子、春香クリスティーン、はるな愛、雛形あきこ、ベッキー、辺見えみり、ほしのあき、ホラン千秋、三船美佳、安めぐみ、安田美沙子、山田まりや、山之内すず、横澤夏子、RIKACO、リサ・ステッグマイヤー、LiLiCo
  - （グループ）アンガールズ、アンジャッシュ、アンタッチャブル、よゐこ、おかずクラブ、ココリコ、コント山口君と竹田君、ザ・たっち、千原兄弟、TIM、TKO、テツandトモ、トータルテンボス、ナイツ、中川家、博多華丸・大吉、ハマカーン、フットボールアワー、ブラックマヨネーズ、ペナルティ、ますだおかだ、宮川大助・花子、U字工事、我が家
- ジャニーズ事務所関係
  - （フォーリーブス）あおい輝彦、おりも政夫
  - （シブがき隊）布川敏和
  - （V6）長野博、三宅健
  - （A.B.C-Z）河合郁人
  - （ジャニーズWEST）桐山照史、小瀧望
  - （SixTONES）高地優吾
  - （単独）川﨑麻世
- 坂道シリーズ関係
  - （乃木坂46）秋元真夏、大園桃子、樋口日奈、松村沙友理、山崎怜奈
- AKBグループ関係
  - （AKB48）河西智美、高橋みなみ、中村麻里子、西野未姫、平嶋夏海、峯岸みなみ、横山由依
  - （NMB48）梅田彩佳
  - （SDN48）芹那
  - （SKE48）佐藤聖羅
- EXILE
  - 松本利夫
- ももいろクローバーZ
  - 佐々木彩夏、高城れに
- 石原軍団
  - 苅谷俊介、峰竜太
- ウルトラシリーズ出演経験者
  - 黒部進、篠田三郎、杉浦太陽、つるの剛士、森次晃嗣
- 元おニャン子クラブ
  - 生稲晃子、国生さゆり、新田恵利、渡辺美奈代
- 俺たちひょうきん族メンバー
  - 片岡鶴太郎、島崎俊郎、島田洋七、島田洋八、ビートたけし、山田邦子
- 電波少年出演者
  - 有吉弘行、いとうあさこ、松村邦洋、松本明子
- 欽ちゃん劇団・萩本欽一の番組レギュラー経験者
  - 風見しんご、勝俣州和、香坂みゆき、小堺一機、関根勤、田中美佐子、Take2、西山浩司、はしのえみ、松居直美、見栄晴、山口良一
- 金八先生出演経験者
  - 蟹江一平、茅島成美、川上麻衣子、川津祐介、財津一郎、杉田かおる、鈴木正幸、須藤公一、高畑淳子、鶴見辰吾、原日出子、三田寛子、室井滋、山田純大、李麗仙
- 相棒出演経験者
  - 浅利陽介、榎木孝明、大杉漣、鈴木杏樹、鈴木砂羽、高樹沙耶／益戸育江、寺脇康文、原田龍二、山西惇、六角精児
- 元スケ番刑事役
  - 浅香唯、大西結花、南野陽子
- 世界ふしぎ発見レギュラー経験者
  - 野々村真、板東英二
- たけし軍団
  - お宮の松、ガダルカナル・タカ、芹沢名人、玉袋筋太郎、ダンカン、つまみ枝豆、東京名物大神本舗五百年、なべやかん、鳩山来留夫、マキタスポーツ、ラッシャー板前
- 元太陽にほえろ刑事役
  - 石原良純、小野寺昭、勝野洋、木之元亮、三田村邦彦、山下真司、渡辺徹
- 元宝塚歌劇団
  - 旺なつき、紫吹淳、渚あき、はいだしょうこ、前田美波里、真琴つばさ、遼河はるひ
- なんでも鑑定団出演経験者
  - 北原照久、中島誠之助
- 水戸黄門出演経験者
  - 伊吹吾郎、照英、野村将希
- 元モーニング娘。
  - 飯田圭織、石川梨華、石黒彩、紺野あさ美、矢口真里、保田圭、中澤裕子、吉澤ひとみ
- MAX
  - Mina、NANA
- 歌舞伎役者
  - 尾上松也、片岡愛之助
- 落語家
  - 江戸家小猫、桂菊丸、三笑亭夢之助、三遊亭円楽、三遊亭好楽、春風亭小朝、春風亭昇太、笑福亭笑瓶、林家きくお／2代目林家木久蔵、林家木久蔵／林家木久扇、林家いっ平、林家正蔵、林家たい平、ヨネスケ
- スポーツ選手
  - （格闘家）角田信朗、桜庭和志、武蔵、山田よう子
  - （キックボクシング）飯田なお、魔裟斗
  - （競泳）岩崎恭子、田中雅美、萩原智子、宮下純一
  - （アーティスティックスイミング）青木愛、奥野史子
  - （ゴルフ）尾崎健夫、東尾理子、諸見里しのぶ
  - （男子サッカー）釜本邦茂、武田修宏、中澤佑二、福田正博、前園真聖、松木安太郎、水内猛、宮澤ミシェル、ラモス瑠偉
  - （女子サッカー）川上直子、澤穂希、丸山桂里奈
  - （柔道）古賀稔彦、谷本歩実
  - （スキーノルディック）荻原次晴
  - （スピードスケート）清水宏保
  - （フィギアスケート）浅田舞、安藤美姫、村上佳菜子、渡部絵美
  - （大相撲）曙太郎、旭道山和泰、琴富士孝也、貴乃花光司、高見盛精彦、花田虎上／花田勝、把瑠都凱斗、舞の海秀平、龍虎勢朋
  - （体操）森末慎二
  - （バレーボール）大林素子、大山加奈、川合俊一、中田久美、益子直美、ヨーコ・ゼッターランド、吉原知子
  - （男子プロレス）佐々木健介、高田延彦、藤波辰爾
  - （女子プロレス）アジャ・コング、ジャガー横田、北斗晶
  - （プロボクシング）赤井英和、ガッツ石松、具志堅用高、内藤大助、薬師寺保栄
  - （マラソン）谷川真理、千葉真子、松野明美
  - （プロ野球）江本孟紀、金石昭人、川口和久、ギャオス内藤、駒田徳広、佐々木主浩、定岡正二、角盈男、田尾安志、デーブ大久保、長嶋一茂、パンチ佐藤、東尾修、槙原寛己、宮本和知、元木大介
  - （ラグビー）大畑大介、大八木淳史
  - （F-1レーシング）片山右京
  - （競輪）中野浩一
  - （競馬）武豊
  - （卓球）石川佳純、平野美宇、水谷隼
- 将棋プロ棋士
  - 加藤一二三、豊川孝弘
- 芸能レポーター
  - 菊田あや子、東海林のり子
- 漫画家
  - 内田春菊、楳図かずお、蛭子能収、倉田真由美、西原理恵子、やくみつる
- 医師
  - おおたわ史絵、高須克弥、西川史子
- 元他局アナウンサー
  - （NHK）神田愛花、草野仁、草野満代、宮川俊二、宮本隆治
  - （日テレ）徳光和夫、馬場典子、福澤朗
  - （テレ朝）朝岡聡、古舘伊知郎、南美希子
  - （TBS）生島ヒロシ、宇垣美里、鈴木史朗、山本文郎
  - （フジ）有賀さつき、笠井信輔、酒井ゆきえ、高橋真麻、宮崎総子、山中秀樹
  - （その他）橋本志穂
- その他（知識人等）
  - 池上彰、泉麻人、市川森一、海老名香葉子、太田光代、假屋崎省吾、岸朝子、桐島ローランド、ケント・ギルバート、神津善行、志茂田景樹、さかなクン、千住明、田崎真也、田嶋陽子、デーブ・スペクター、野口健、パンツェッタ・ジローラモ、本村健太郎

## 主なナレーター
| - 槇大輔（リポーターとして登場した事もある） - 窪田等 - キートン山田 - 内海賢二 - 大沢悠里（元・TBSアナウンサー） - 銀河万丈 - 生野文治 - 屋良有作 - 佐藤賢治 - 真地勇志（電車&バスで行く!すごろくの旅など） - 乱一世 - 関口伸 - 茂木淳一 - バッキー木場 | - 近石真介 - 下條アトム - 垂木勉 - 佐藤B作 - 杉本るみ - 水谷優子 - あおい洋一郎 - 増岡弘 - 三石琴乃 - 渡辺篤史 - 久米明 - 中原麻衣 - 川平慈英 - 宮崎美子 |

## スタッフ
現在のスタッフ
- 製作：テレビ東京、テレビ東京制作など

過去のスタッフ
- プロデューサー：越山進
- チーフプロデューサー：斎藤勇、田中智子（田中→以前はプロデューサー）

## ネット局
記号の凡例
- ○ - 同時ネット
- △ - テレビ東京での放送時間帯（19時以降）に、特定の企画や回のみ番販ネット
- × - テレビ東京での放送時間帯には非ネット（週末の昼などの他の日時に不定期放送）

### テレビ東京系列
全編ローカルセールス枠のため、本番組の代わりに自社制作のローカル番組や地元を本拠地とするプロ野球チームなどのスポーツ中継を放送する系列局が多い。通常時○の系列局を含め、本番組はテレビ東京と同じ時間帯での遅れネット（短縮版での放送を含む）を行うか、休止した週の放送回を飛ばす場合がある。週末の昼前後や年末年始の午前から昼にかけて遅れネットを行う局もある。
放送回によっては、テレビ東京の放送対象地域である関東地方のエリア向けに特化した企画となる場合があり、内容の地域性を考慮してテレビ東京（一部はそれに加えてBSテレ東や岐阜放送）でしか放送しない場合がある。それ以外の系列局は過去に放送されなかった別の放送回や、スポーツ中継などの特別番組に差し替える。未放送回のストックがない場合は映画作品を放送することもある。
2013年3月までは○の系列局が多かったが、同年4月より放送時間を18時30分からの2時間半に拡大した際、同時間帯では従来より各系列局ごとに30分間のローカル番組を編成しているため、ローカル番組を優先し同時ネットを取り止める系列局が出ている。
| 時間  | テレビ東京（TX）                                                   | テレビ北海道（TVh）△ | テレビ愛知（TVA）×                                                 | テレビ大阪（TVO）△ | テレビせとうち（TSC）○                                             | TVQ九州放送（TVQ）×                                                |
| ----- | ------------------------------------------------------------------ | --- | ------------------------------------------------------------------ | --- | ------------------------------------------------------------------ | ------------------------------------------------------------------ |
| 18:00 | 知られざるガリバー〜エクセレントカンパニーファイル〜【全国ネット】 | 知られざるガリバー〜エクセレントカンパニーファイル〜【全国ネット】                                                                 | 知られざるガリバー〜エクセレントカンパニーファイル〜【全国ネット】 | 知られざるガリバー〜エクセレントカンパニーファイル〜【全国ネット】                                                      | 知られざるガリバー〜エクセレントカンパニーファイル〜【全国ネット】 | 知られざるガリバー〜エクセレントカンパニーファイル〜【全国ネット】 |
| 18:30 | 土曜スペシャル 【制作局】                                          | 旅コミ北海道じゃらんdeGO! | 千原ジュニアの愛知あたりまえワールド☆〜あなたの街に新仰天!〜       | おとな旅あるき旅 | 土曜スペシャル 【同時ネットまたは遅れネット】                      | はてなのてん                                                       |
| 19:00 | 土曜スペシャル 【制作局】                                          | EXITのアヤシイTV アチ〜の見つけました!（月2回） / 土曜スペシャル【遅れネット】 / 出川哲朗の充電させてもらえませんか?【遅れネット】 | 千原ジュニアの愛知あたりまえワールド☆〜あなたの街に新仰天!〜       | 大阪おっさんぽ / OSAKA土曜スペシャル / 土曜スペシャル【遅れネット】 / 出川哲朗の充電させてもらえませんか?【遅れネット】 | 土曜スペシャル 【同時ネットまたは遅れネット】                      | 福岡お役立ち情報バラエティたくなる                                 |
| 19:54 | 出川哲朗の充電させてもらえませんか? 【制作局】                     | EXITのアヤシイTV アチ〜の見つけました!（月2回） / 土曜スペシャル【遅れネット】 / 出川哲朗の充電させてもらえませんか?【遅れネット】 | 千原ジュニアの愛知あたりまえワールド☆〜あなたの街に新仰天!〜       | 大阪おっさんぽ / OSAKA土曜スペシャル / 土曜スペシャル【遅れネット】 / 出川哲朗の充電させてもらえませんか?【遅れネット】 | 出川哲朗の充電させてもらえませんか? 【同時ネットまたは遅れネット】 | 福岡お役立ち情報バラエティたくなる                                 |
| 20:00 | 出川哲朗の充電させてもらえませんか? 【制作局】                     | EXITのアヤシイTV アチ〜の見つけました!（月2回） / 土曜スペシャル【遅れネット】 / 出川哲朗の充電させてもらえませんか?【遅れネット】 | 出川哲朗の充電させてもらえませんか?【遅れネット】                  | 大阪おっさんぽ / OSAKA土曜スペシャル / 土曜スペシャル【遅れネット】 / 出川哲朗の充電させてもらえませんか?【遅れネット】 | 出川哲朗の充電させてもらえませんか? 【同時ネットまたは遅れネット】 | ちょっと福岡行ってきました!                                        |
| 20:54 | 生きるを伝える                                                     | TVhお天気情報 | あまドラ〜天野っちのドライブしよう!!〜                             | たこるTV | ななちゃんナビ                                                     | ちょっと北九 見つけてきました!                                     |

#### 備考

##### テレビ大阪
テレビ大阪では、『OSAKA土曜スペシャル』（自社制作の独自番組シリーズ）や『出川哲朗の充電させてもらえませんか?』（2時間半スペシャルの2時間短縮版、または通常版の単発または2話連続放送）とおおむね交互に放送しており、本番組はテレビ東京から1 - 2ヶ月程度遅れて放送している。阪神タイガースのプロ野球中継や天神祭（本宮となる毎年7月25日のみ）・なにわ淀川花火大会の生中継の放送日は休止となる。放送する番組を問わず、前枠の『おとな旅あるき旅』からはCMなしで接続する。
番組宣伝を兼ねて、同一企画の過去の放送回を放送当日の昼前後から午後に再放送することが多く、本放送時は短縮版だったものを全編フルサイズで放送することもある（『OSAKA土曜スペシャル』や『出川哲朗の充電させてもらえませんか?』が放送される週も同様に再放送を行う機会が多い）。
2時間半スペシャルは2時間短縮版で放送するが、84分の通常放送回は原則として本番組の放送時間帯ではなく、土曜日昼（主に12 - 13時台）に放送される。
2024年10月からは18:58 - 19:54に『大阪おっさんぽ』のレギュラー放送が開始した影響で、同番組の放送日は後続に『出川哲朗の充電させてもらえませんか?』の遅れネットがセットで編成されるため休止となり、従来原則として19 - 20時台に放送していた2時間半スペシャル（短縮版）も、84分の通常放送回と同様に土曜日昼に放送されるケースが増えている（その代わり、短縮版ではなく全編フルサイズで放送することもある）。

##### テレビ北海道
テレビ北海道でも、テレビ大阪と同様に『出川哲朗の充電させてもらえませんか?』と本番組をおおむね交互に放送している（プロ野球のシーズン中は北海道日本ハムファイターズの試合中継も含む）。
2019年4月以降は自社制作番組の『土曜旅館 桜の間』→『土曜旅館』を放送するようになり（当初は第3週、後に月1回程度）、同番組が終了した2022年4月以降は月2回の頻度で『EXITのアヤシイTV アチ〜の見つけました!』を放送しており（2023年12月までは19時台、2024年1月以降は20時台）、両番組の放送日はテレビ大阪と同様に『出川哲朗の充電させてもらえませんか?』の遅れネットがセットで編成されるため休止となる。

##### テレビ愛知
テレビ愛知では、2016年3月まで自社制作番組を放送するため×となっていたが、『探Q!Aトリップ』が終了した翌4月より○となった。その後、2022年10月より『千原ジュニアの愛知あたりまえワールド☆〜あなたの街に新仰天!〜』の放送開始により×に戻っている。

##### テレビせとうち
テレビせとうちでは、2018年4月から2020年3月まで自社制作番組の『プライド せとうち経済のチカラ』を18時30分から19時に、また2018年9月までは第4週の19時から19時54分に同じく自社制作番組の『ロケットぱぁんちG』を放送していた関係で、本番組は『土曜ゴールデン』と題した19時から20時54分までの2時間枠での放送となり、当時のテレビ北海道やテレビ大阪と同様の△となっていた（まれに○となる週もあった）。2020年4月より『プライド せとうち経済のチカラ』が日曜日12時台に移動したため、順次○に変更している。
テレビ大阪制作の単発番組（上記の『OSAKA土曜スペシャル』など）、ファジアーノ岡山FCのサッカー中継、ボートレース中継などを放送する週は休止となり、休止した放送回は同じ放送日時での遅れネットや祝日などに放送日時を変更して放送する（その場合は字幕放送には対応しない）。

##### TVQ九州放送
TVQ九州放送ではプロ野球のシーズン中は福岡ソフトバンクホークスの試合中継がほぼ毎週放送されるため元々放送頻度が低く、2006年10月の『きらり九州めぐり逢い』開始後は通年にわたり△となり、2012年11月からはそれに加えて『土曜の夜は!おとななテレビ』を開始したことにより×となった。なお、『きらり九州めぐり逢い』は2017年10月より土曜日14時台に移動し、2021年3月末をもって終了した。
同局は『出川哲朗の充電させてもらえませんか?』も毎週土曜日昼に遅れネットを行なっているため、テレビ東京における本番組の放送時間帯に、自社制作のローカル番組のみを毎週編成する唯一の系列局となっている。ただし、『ローカル路線バス乗り継ぎの旅』を中心とした一部の企画は土曜日の昼（主に12 - 13時台）や祝日、年末年始の昼頃に単発特番として放送することがある。

### 独立局・系列外
独立局6局のうち4局は同時ネット、独立局2局と他系列局は遅れネット。他系列局は特定の企画や回のみ番販ネットするが、単発特別番組枠の性質上、放送回により県内のネット局が変わることがある。
同時ネットの独立局4局では『全国高校サッカー』の録画中継、テレビ大阪の野球中継の同時ネット時（岐阜放送以外の3局）、ジャパネットたかたの生放送テレビショッピング（岐阜放送とびわ湖放送のみ）、自社制作の特別番組（奈良テレビのみ）を放送する場合は休止となる（奈良テレビのみ、遅れネットの場合もあり）。
また、通常時定期ネットをしていない放送局であっても、単発番組として本枠の企画を放送する場合もある。
| 放送対象地域 | 放送局              | 系列   |
| ------------ | ------------------- | ------ |
| 岐阜県       | 岐阜放送（GBS）     | 独立局 |
| 滋賀県       | びわ湖放送（BBC）   | 独立局 |
| 奈良県       | 奈良テレビ（TVN）   | 独立局 |
| 和歌山県     | テレビ和歌山（WTV） | 独立局 |

| 放送対象地域 | 放送局                    | 系列           | 備考        |
| ------------ | ------------------------- | -------------- | ----------- |
| 青森県       | 青森朝日放送（ABA）       | テレビ朝日系列 |             |
| 岩手県       | IBC岩手放送（IBC）        | TBS系列        |             |
| 岩手県       | 岩手朝日テレビ（IAT）     | テレビ朝日系列 | [ 注釈 26 ] |
| 宮城県       | ミヤギテレビ（MMT）       | 日本テレビ系列 |             |
| 秋田県       | 秋田テレビ（AKT）         | フジテレビ系列 |             |
| 山形県       | 山形放送（YBC）           | 日本テレビ系列 |             |
| 山形県       | 山形テレビ（YTS）         | テレビ朝日系列 |             |
| 山形県       | テレビユー山形（TUY）     | TBS系列        | [ 注釈 26 ] |
| 福島県       | テレビユー福島（TUF）     | TBS系列        |             |
| 山梨県       | テレビ山梨（UTY）         | TBS系列        |             |
| 新潟県       | NST新潟総合テレビ（NST）  | フジテレビ系列 |             |
| 長野県       | 長野放送（NBS）           | フジテレビ系列 |             |
| 静岡県       | 静岡第一テレビ（SDT）     | 日本テレビ系列 |             |
| 富山県       | チューリップテレビ（TUT） | TBS系列        |             |
| 石川県       | 北陸放送（MRO）           | TBS系列        |             |
| 広島県       | 中国放送（RCC）           | TBS系列        |             |
| 愛媛県       | あいテレビ（itv）         | TBS系列        |             |
| 佐賀県       | サガテレビ（STS）         | フジテレビ系列 |             |
| 長崎県       | 長崎放送（NBC）           | TBS系列        |             |
| 熊本県       | くまもと県民テレビ（KKT） | 日本テレビ系列 |             |
| 大分県       | 大分朝日放送（OAB）       | テレビ朝日系列 |             |

### 過去のネット局
| 放送対象地域   | 放送局                    | 系列           | 備考        |
| -------------- | ------------------------- | -------------- | ----------- |
| 山梨県         | 山梨放送（YBS）           | 日本テレビ系列 | [ 注釈 28 ] |
| 新潟県         | 新潟テレビ21（UX）        | テレビ朝日系列 |             |
| 福井県         | 福井テレビ（FTB）         | フジテレビ系列 | [ 注釈 28 ] |
| 三重県         | 三重テレビ（MTV）         | 独立局         |             |
| 京都府         | KBS京都（KBS）            | 独立局         | [ 注釈 29 ] |
| 島根県・鳥取県 | さんいん中央テレビ（TSK） | フジテレビ系列 | [ 注釈 28 ] |
| 山口県         | 山口放送（KRY）           | 日本テレビ系列 | [ 注釈 30 ] |
| 徳島県         | 四国放送（JRT）           | 日本テレビ系列 | [ 注釈 28 ] |
| 愛媛県         | テレビ愛媛（EBC）         | フジテレビ系列 | [ 注釈 31 ] |
| 高知県         | 高知放送（RKC）           | 日本テレビ系列 | [ 注釈 28 ] |
| 熊本県         | 熊本放送（RKK）           | TBS系列        | [ 注釈 28 ] |
| 大分県         | 大分放送（OBS）           | TBS系列        | [ 注釈 28 ] |
| 宮崎県         | 宮崎放送（mrt）           | TBS系列        | [ 注釈 28 ] |
| 鹿児島県       | 南日本放送（MBC）         | TBS系列        | [ 注釈 32 ] |
| 鹿児島県       | 鹿児島テレビ（KTS）       | フジテレビ系列 | [ 注釈 31 ] |
| 鹿児島県       | 鹿児島放送（KKB）         | テレビ朝日系列 | [ 注釈 33 ] |
| 沖縄県         | 琉球放送（RBC）           | TBS系列        |             |
| 日本全域       | BSテレ東                  | BS放送         | [ 注釈 35 ] |

## ブラウザゲームとの連動企画
マピオン（現在のONE COMPATH）が運営するブラウザゲーム『ケータイ国盗り合戦』において、本番組の企画「電車&バスで行く!すごろくの旅」「ローカル路線バス乗り継ぎの旅」とタイアップしたキャンペーンゲームイベント「国盗りすごろく旅」を2013年8月13日から11月5日まで行うことが発表された。マピオンとテレビ東京コミュニケーションズの共同企画である。